# Isa Miranda
Isa Miranda (Ines Isabella Sampietro: Milán, 5 de julio de 1905 - Roma, 8 de julio de 1982) fue una actriz italiana.

## Trayectoria
Ines Isabella Sampietro trabajó en dramas teatrales en Milán, hasta que decidió marchar a Roma, como capital de cine donde iniciar su carrera cinematográfica, con un nuevo nombre, Isa Miranda, que la haría famosa.
Su éxito llegó en 1934 con Max Ophüls, quien, emigrado de Alemania a Francia, fue invitado a hacer en Italia un film muy notable: La signora di tutti. Descubrió así para el cine a Isa Miranda, que interpretó el papel de Gaby Doriot, una estrella de cine de vida amorosa complicada cuyos rasgos físicos evocaban a veces a Marlene Dietrich. La signora di tutti es una oscura tragedia de celos y de ambición, con grandes pasiones y excelente fotografía, en la que Miranda destaca.
A partir de entonces, Isa Miranda tuvo varias peticiones para ir a Hollywood, y de hecho fue contratada por la Paramount Pictures. Fue conocida como la "Marlene Dietrich italiana", por sus interpretaciones de mujeres fatales, que ya estaban trazadas en La Signora di tutti. Así rodó Hotel Imperial (1939) y Adventure in Diamonds (1940). 
Regresó a Italia tras la guerra. Hizo en 1949 Los muros de Malapaga, de René Clément, una producción franco-italiana
Isa Miranda también protagonizó uno de los episodios de La ronda (1950), también dirigida por Max Ophüls. Después su carrera prosiguió en Francia, Alemania e Inglaterra. 
Entre sus filmes se incluyen Siamo donne (1953), Summertime (1955), Gli Sbandati (1955), La Noia (El tedio, 1963), The Yellow Rolls-Royce (1964), o The Shoes of the Fisherman (Las sandalias del pescador, 1968), donde representó a la marquesa; y apareció, ya mayor, en El portero de noche (1974) de Liliana Cavani.
Isa Miranda estuvo casada con el productor y directo italiano Alfredo Guarini hasta su muerte en 1981; ella murió un año después, cuando acababa de cumplir los 73 años.

## Filmografía selecta
- La signora di tutti (1934), de Max Ophüls
- Escipión, el africano (Scipione l'Africano), de Carmine Gallone (1937)
- Adventure in Diamonds (1940), de George Fitzmaurice
- Malombra (1942), de Mario Soldati
- Zazà (1944), de Renato Castellani
- El error de estar vivo (Lo sbaglio di essere vivo) (1945), de Carlo Ludovico Bragaglia
- Demasiado tarde (Au delà des grilles) (1949), de René Clément
- La ronda (1950), de Max Ophüls
- Le Secret d'Hélène Marimon (1954)
- Locura de verano (Summetime) (1955), de David Lean
- La noia, de Damiano Damiani
- Un monde nouveau (Un mondo nuovo) (1965)
- The Shoes of the Fisherman (1968), de Michael Anderson
- Bahía de sangre, de Mario Bava
- Marta (1971)
- Lo chiamaremo Andrea (1972)
- Le farò da padre (1974)
- El portero de noche (Il portiere di notte) (1974), de Liliana Cavani

## Premios y distinciones
Festival Internacional de Cine de Cannes
| Año  | Categoría    | Película        | Resultado |
| ---- | ------------ | --------------- | --------- |
| 1949 | Mejor actriz | Demasiado tarde | Ganadora  |